# Asmodej
Asmodej (hebr. אשמדאי‎, Ashmedai; razoritelj), u iranskoj mitologiji, jedan od sedam zlih duhova. Osobito je poznat biblijskoj knjizi o Tobiji (Tob 3,8), gdje se spominje kao demon protiv kojeg se bori arkanđeo Rafael.
Asmodej je trideset i drugi duh Goecije koji vlada nad sedamdeset i dvije legije. Podučava aritmetiku, astronomiju, geometriju i fiziku, odgovara na pitanja, može čovjeka učiniti nevidljivim, te otkriti skriveno blago.

## U Bibliji
Asmodej se spominje u starozavjetnoj knjizi o Tobiji, kao demon koji je opsjeo Saru, Raguelovu kći i ubio joj sedmero supruga, kako bi je imao za sebe. Njoj je u pomoć priskočio mladi Tobija koji ju je uz pomoć arkanđela Rafaela oslobodio demonske napasti.

## UZavjetu kralja Salomona
Mit o Asmodeju zabilježen je i u starozavjetnoj pseudografskoj knjizi Zavjet kralja Salomona, nastaloj između 1. stoljeće i 3. stoljeća.
Prema legendi, Asmodej je Salomonu pomogao sagraditi Jeruzalemski hram, jer ga je ovaj podčinio uz pomoć magičnog prstena koji mu je dao arkanđeo Mihovil radi zaštite od demona. Pri gradnji hrama, Asmodej nije koristio metalno oruđe. Nakon nekog vremena, Asmodej je uspio prevariti Salomona ukravši mu prsten, te ga je prognao i oduzeo mu prijestolje. Salomon je, međutim, uz pomoć drugih demona pokušao vratiti vlast, ali pao je pod njihov utjecaj i okrenuo se štovanju poganskih bogova.

## Izgled
Posjeduje muško i žensko utjelovljenje. U muškom obliku je ružan, ima krila, tri glave ( bikovsku, ovčju i ljudsku), zmijski rep, ogromna stopala s plivačkim kožicama poput pačjih i riga vatru. Prikazuje se kako sjedi na leđima zmaja, držeći u ruci zastavu i koplje.